# Valley Grove
Valley Grove – wieś w Stanach Zjednoczonych, w stanie Wirginia Zachodnia, w hrabstwie Ohio.